# Assalto all'"Angelo Azzurro" di Torino
L'attentato all'"Angelo Azzurro" di Torino fu un episodio di violenza commesso sabato 1º ottobre 1977 che causò la morte dello studente universitario di Chimica Roberto Crescenzio e il ferimento di quattro persone.
L'episodio fu stigmatizzato come un atto terroristico dall'allora presidente del Consiglio regionale del Piemonte Dino Sanlorenzo, esponente del Partito Comunista Italiano, e Crescenzio viene ancora ricordato come vittima del terrorismo nelle celebrazioni ufficiali organizzate dal Comune di Torino in collaborazione con l'Associazione italiana vittime del terrorismo. L'allora sindaco di Torino, Diego Novelli, ha ricordato che, a causa di questo episodio, ha «intravisto il pericolo a cui ci avrebbe potuto portare la strategia del terrore». Uno dei condannati, Francesco D'Ursi, apparteneva al gruppo terroristico Prima Linea.

## Storia

Un momento degli scontri del 1º ottobre 1977 a Torino

La mattina del 1º ottobre 1977, si tenne a Torino una manifestazione organizzata da Lotta Continua, dai circoli del proletariato giovanile e da Autonomia Operaia, in risposta all'uccisione di Walter Rossi, militante di sinistra, avvenuta il giorno precedente a Roma. La manifestazione, iniziata intorno alle 10:30 dopo l'arrivo in piazza Solferino dei tre cortei (il primo da via Cernaia, il secondo da via Po e il terzo da via Nizza), vide la partecipazione di circa 3000 persone.
 Il corteo si diresse dapprima verso corso Francia 19, dove c'era la sede del Movimento Sociale Italiano, poi durante il tragitto vi furono episodi di violenza di vario genere come lanci di bombe Molotov (verso la sede della CISNAL di via Mercantini), due automobili e un tram furono incendiati, cubetti di porfido e bulloni vennero lanciati verso le forze dell'ordine, venne assaltato un negozio di jeans e l'automobile del consigliere provinciale dell'MSI Francesco Carlino.
Dopo alcuni scontri con la polizia in corso Francia, alle 11:30 il corteo si ricompose e si diresse verso Palazzo Nuovo, dove era programmata un'assemblea; ma arrivati in via Po un gruppo di una decina di militanti mascherati prese d'assalto, intorno alle 11:45, un locale del centro cittadino, l'"Angelo Azzurro", in via Po 46, ritenuto luogo di ritrovo abituale di elementi legati all'estrema destra cittadina; in realtà il locale era gestito da una coppia di sinistra, i coniugi Luigi De Maria e Maria Benedetta Evangelista, ma la voce era nata in quanto un ragazzo di estrema destra aveva festeggiato il compleanno proprio nel bar discoteca. Non era la prima volta che il bar veniva assalito: il 22 aprile 1977 era già stato incendiato una prima volta, seppur con piccole conseguenze, in quanto definito covo di fascisti e locale borghese.

Roberto Crescenzio prima di essere trasportato all'ospedale

All'interno erano presenti due avventori occasionali, Diego Mainardo, studente di ingegneria e operaio alla Fiat e il suo amico Roberto Crescenzio, studente lavoratore figlio di immigrati dal Veneto, oltre al personale del locale (il titolare, sua moglie e un barista, Bruno Cattin); gli estremisti comunisti delle Squadre armate proletarie lanciarono alcune Molotov all'interno del bar-discoteca, il quale fu subito preda delle fiamme.
Mainardo venne trascinato fuori e picchiato, mentre il personale riuscì a fuggire dal retro; Crescenzio invece cercò scampo nella toilette e, intrappolato, quando tentò la fuga rimase gravemente ustionato sul 90% del corpo perché l'incendio si era esteso anche alla moquette. Trasformato in una torcia umana, riuscì a raggiungere via Po, dove venne soccorso da alcuni passanti, adagiato su una sedia e ricoverato all'Ospedale CTO.
La morte sopraggiunse due giorni più tardi e Crescenzio venne seppellito nel cimitero di borgata Sassi.
Nell'edificio attiguo a quello dove si trovava il locale, tre persone (un'anziana donna, suo nipote di tre anni e la bambinaia di quest'ultimo) rischiarono la morte per asfissia a causa del fumo: furono tratte in salvo dai vigili del fuoco quando già erano prive di sensi.

## Reazioni
Fu proclamata dalle organizzazioni sindacali l'astensione dal lavoro per 15 minuti durante le esequie, e gli studenti della FGCI raccolsero firme davanti al locale incendiato, al motto di «Firma anche tu contro ogni forma di violenza – contro la violenza dei fascisti e per sconfiggere il partito armato della cosiddetta Autonomia Operaia...». I proprietari del bar furono sostenuti economicamente dalla Regione e per Crescenzio furono tenuti funerali pubblici a spese del Comune di Torino.
Il fatto provocò reazioni e profonde crisi di coscienza all'interno dello stesso movimento: dalle colonne del quotidiano di Lotta Continua Pietro Marcenaro scrisse che la morte del giovane studente era «...pesante come una montagna...», aggiungendo che esisteva la «...responsabilità che riguarda noi, come movimento e come organizzazioni politiche, che deve essere affrontata» e sostenendo, infine, che «Un movimento che si vuole comunista, che lotta contro il potere per affermare le ragioni della vita, non può, se non vuole decretare la sua fine, vedere un ragazzo bruciato vivo e passare oltre».

## Le indagini e i processi
L'attentato incendiario non fu mai rivendicato da nessuno. L'obiettivo principale dei manifestanti era, in realtà, la sede del Movimento Sociale Italiano di corso Francia, scelta per vendicare l'omicidio di Walter Rossi, avvenuto il giorno precedente a Roma, a opera di militanti dell'estrema destra: le forze dell'ordine, in effetti, immaginando quale fosse l'obiettivo, avevano provveduto a presidiare le strade d'accesso a corso Francia e l'azione non andò a segno. Il locale "Angelo Azzurro" fu assaltato invece un'ora dopo, mentre il corteo stava dirigendosi verso Palazzo Nuovo.
Il fatto fu genericamente attribuito a militanti di Lotta Continua e dei circoli del proletariato giovanile, ma per alcuni presunti responsabili non si andò oltre le imputazioni di radunata sediziosa e corteo non autorizzato. Anni dopo, il terrorista pentito Roberto Sandalo (con altri due militanti, Roberto Vacca e Daniele Sacco Lanzoni), riguardo agli avvenimenti di quel giorno riferì alle autorità alcuni nominativi. Sandalo non era presente alla manifestazione, a differenza di Vacca e Sacco Lanzoni, pur tuttavia la sua testimonianza fu considerata tra le prove a carico di alcuni degli indiziati.
Nel corso del processo in Corte d'appello nel 1984, fu emessa sentenza di condanna per concorso in omicidio colposo aggravato a carico di Stefano Della Casa (dirigente di Lotta Continua), Angelo Luparia, Alberto Bonvicini, Angelo De Stefano e Francesco D'Ursi con pene che variavano tra i 3 anni e tre mesi e 3 anni e 10 mesi. Peter Freeman fu invece assolto, come pure Silvio Viale, ora consigliere comunale, imputato solo dell'assalto alla sezione del MSI. Viale è stato l'unico degli imputati a scusarsi con la mamma di Crescenzio, Elvira Bacchetto, in una lettera aperta scritta nel 2002: «... È giusto chiedere pubblicamente perdono alla madre di Roberto Crescenzio. Lo faccio..... per chi non può farlo».

## Eventi successivi
Un libro uscito nel 2008, ha introdotto nuovi elementi nella vicenda, in quanto in esso si fanno i nomi di persone prima mai prese in considerazione dalle indagini, benché la fonte che le cita in causa sia anonima. Uno dei nominati ha successivamente presentato querela per diffamazione nei confronti dell'autore e ha vinto la causa davanti al Tribunale civile di Milano. Per la portata dell'evento (la morte casuale di un giovane studente-lavoratore, la violenza degli atti compiuti e le conseguenze politiche del fatto) i fatti accaduti a Torino vengono visti come l'atto finale del movimento politico del 1977, che esauriva la fase di lotta politica extraparlamentare per entrare in quella della lotta armata e del terrorismo.
A distanza di tanti anni da quei fatti, le ricostruzioni giudiziarie non hanno chiarito fino in fondo il numero esatto degli assalitori con le "molotov" e la sensazione diffusa è che molti dei partecipanti siano rimasti impuniti e non siano mai stati toccati da alcuna inchiesta.

## Memorie
- Il Comune di Torino ha intitolato una via a Roberto Crescenzio, nei dintorni di via Guido Reni, ed una porzione di parco lungo il fiume Dora, non lontano dall'abitazione dei suoi genitori
- Una targa in via Po, nei pressi del luogo dove sorgeva il bar, è stata inaugurata il 23 febbraio 2017, a quarant'anni dai fatti, a cura del Comune di Torino e dell'Associazione Italiana vittime del terrorismo.[21]